# Lac Télé (république du Congo)
Ne doit pas être confondu avec Lac Télé (Mali).
Le lac Télé est un lac du bassin du fleuve Congo, situé dans le Nord-Est de la république du Congo, dans le département de la Likouala. Il est situé au cœur de la Réserve communautaire du lac Télé.

## Toponymie
D'après Lobel et Kalko (1987), le nom du lac proviendrait d'une déformation au cours du temps de l'appellation « lac Tsé-Tsé » donnée par les administrateurs français durant la période coloniale (1890-1960). Ce nom avait été choisi en raison de la forte présence de mouches tsé-tsé à proximité du lac. Le nom historique local donné par le peuple Bomitaba est « Matambutambu » qui signifie « grande rivière avec de nombreuses vagues ». Cette appellation n'est plus utilisée aujourd'hui. 

## Dimension et hydrologie
Le lac s’étend sur 6,4 km de longueur, 4,3 km de largeur et couvre une superficie de 23 km². Sa profondeur atteint 2,5 m auxquels s'ajoutent 1,5 de sédiments au fond du lac. Le volume d'eau libre est estimé à 43 millions de m3. 

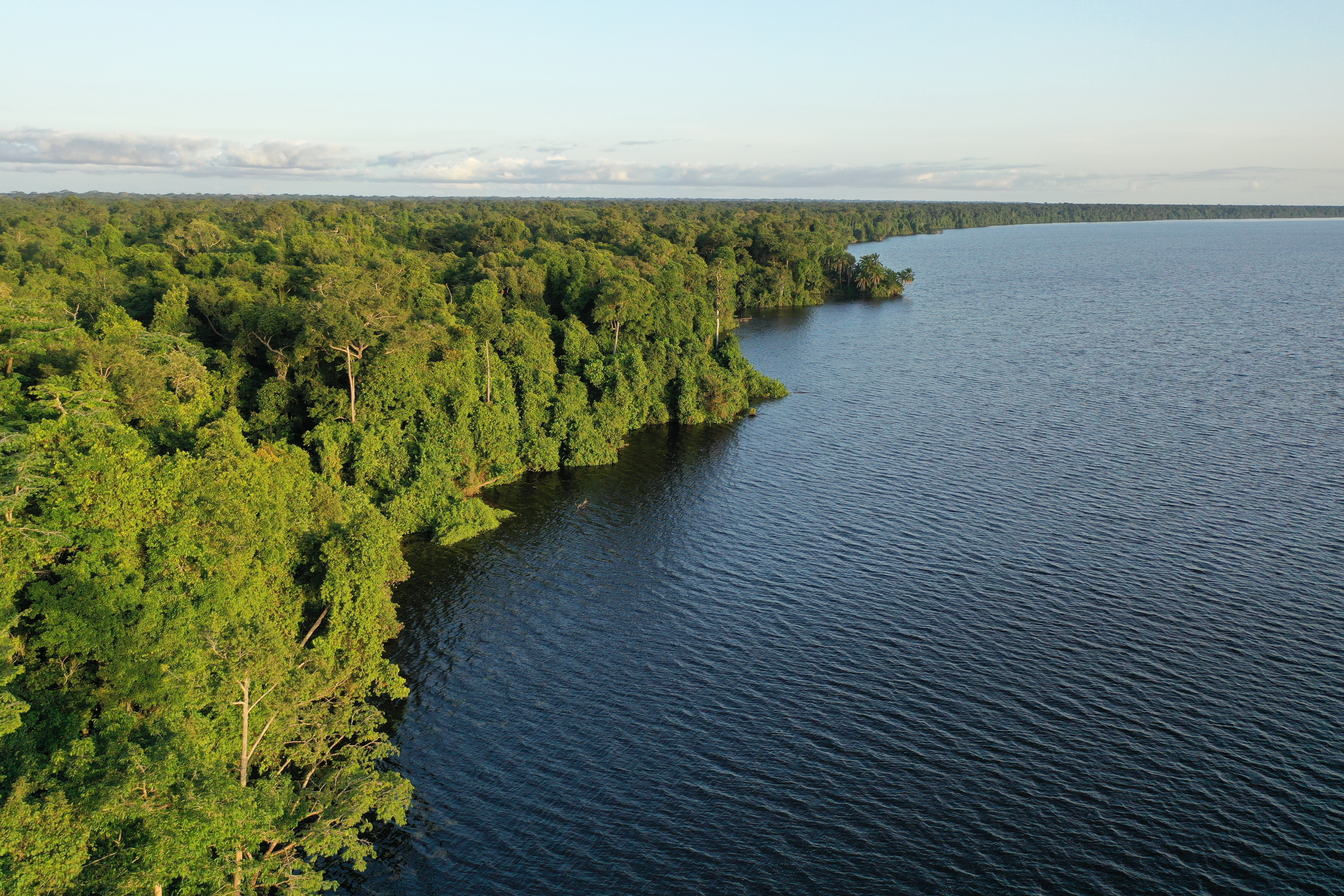

Le lac Télé est un lac endoréique, essentiellement alimenté par les eaux pluviales dont l'apport est estimé à 38 millions de m3 par an. À la saison des pluies, le niveau d'eau s'élève de 1 mètre. L'évaporation est estimée retirer 30 millions de m3 d'eau par an. Au sud-ouest du lac, des cours d'eau s'échappent du lac en direction de l'ouest. Toutefois, ils semblent rapidement disparaitre dans les forêts marécageuses qui entourent le lac. Les survols du lac n'ont en effet pas pu mettre en évidence une connexion entre ces cours d'eau et la rivière la plus proche, la Bailly. Cette rivière, située à environ 20 km à l'ouest du lac, s'écoule du nord vers le sud et se jette dans la Likouala-aux-Herbes à environ 50 km au sud-ouest du lac. 

## Origine
En raison de sa forme ellipsoïdale, le lac Télé a longtemps été considéré comme le résultat de l'impact d'une météorite. Toutefois la mission de recherche conduite par Alain Laraque et ses collègues en 1992 (ORSTOM/ CNRS) au lac n'a pas permis de détecter d'iridium dans les sédiments du lac, alors qu'il s'agit de la signature chimique typique de l'impact d'une météorite. Sharad Master, chercheur de l'École de géosciences de l'université de Witwatersrand (Afrique du Sud) a passé les données disponibles sur le lac au filtre des six critères communs à tous les lacs de cratère de météorite. Le lac ne satisfaisant à aucun d'entre eux, il a conclu que l'hypothèse d'une origine liée la chute d'une météorite ne pouvait être retenue. Il a émis l'hypothèse que la dépression à l'origine du lac serait liée à des micromouvements tectoniques et que sa forme circulaire proviendrait d'un processus de comblement progressif et centripète par la végétation forestière.   

## Accès & Utilisation par les communautés
Le lac n'est accessible qu'à pied depuis le village de Boha situé sur la rivière Likouala-aux-herbes. Le sentier forestier qui relie le village au lac fait 42 km de long. Il traverse sur 38 km une forêt de terre ferme puis, sur les 4 derniers km, une forêt marécageuse. L'accès au lac est conditionné à l'accord des notables du village de Boha auxquels un droit de visite doit être payé.   
Le lac fait l'objet d'une intense activité de pêche par les habitants du village de Boha. Plusieurs campements de pêche sont établis sur les rives du lac et occupés neuf mois par an. La pêche est interdite dans le lac par les habitants de Boha trois mois par an, de octobre à décembre, ce qui correspond à la grande saison de pluies, lorsque le lac atteint son niveau d'eau maximum. La pêche se pratique au filet et, dans une moindre mesure, au harpon. Le poisson collecté est fumé puis transporté dans des panières à dos d'homme jusqu'à Boha où il est vendu localement et à des collecteurs qui circulent sur la Likouala-aux-herbes. 

## Recherche scientifique
Compte tenu de son isolement et des difficultés d'accès, le lac n'a fait l'objet que de très peu de missions de recherche scientifique. Les missions connues sont les suivantes : 
- En 1976, J. Grandin, chercheur de l'ORSTOM, a établi la carte bathymétrique du lac au 1/40 000 ;
- En 1987, Plillip S. Lobel a publié des données sur les caractéristiques physico-chimiques de l'eau du lac et, avec sa collègue Elisabeth Kalko, a publié un rapport sur le peuplement de poissons du lac ;
- En 1992, Michel Laraque et ses collègues (ORSTOM/CNRS/BRGM/CERGEC) ont réalisé des mesures physiques et ont procédé a des prélèvements d'eau et de sédiments du lac. Ces travaux ont donné lieu à la publication en 1998 d'un article scientifique sur l'origine et le fonctionnement du lac publié dans la revue Journal of Hydrology ;
- En aout 2024, l'herpétologue Laurent Chirio et l'ichtyologue Jean-François Agnèse (IRD), accompagnés du photographe professionnel Thomas Nicolon, ont conduit une mission combinée d'inventaire de la faune du lac grâce à un financement accordé par l'organisation Wildlife Conservation Society (qui appuie depuis 2001 la gestion de la Réserve communautaire du lac Télé).

## Biodiversité

### Faune aquatique
Deux espèces de crocodiles sont présentes dans le lac : le Crocodile nain, Osteolaenus osborni, et le Crocodile à museau long, Crocodylus cataphractus. La Loutre à joues blanches est également présente. 
Concernant les poissons, Lobel et Kalko (1987) ont inventorié 22 espèces appartenant à 20 genres et 15 familles. De son côté, Agnèse (2024) a identifié 32 espèces appartenant à 14 familles et 24 genres. Sur ces 32 espèces, 8 n'ont pu être identifiées avec certitude et 2 sont probablement des espèces non décrites. Au total, en tenant compte des espèces communes aux deux études, le lac abrite au moins 35 espèces de 16 familles et 27 genres.  La famille la plus représentée (en termes de nombre d'individus capturés au filet par Agnèse en 2024) est celle des Cichlidae. 
Concernant les reptiles et amphibiens, la mission d'inventaire conduite par Chirio en 2024 a permis d'observer 35 espèces de reptiles dont 4 Chéloniens (tortues), 2 Crocodiliens, 19 Lacertiliens (lézard et geckos) et 10 Ophidiens (serpents). 11 taxons sont potentiellement nouveaux pour la science. Pour les amphibiens, 40 espèces ont été observées dont 15 potentiellement nouvelles pour la science.  

### Faune terrestre
La forêt marécageuse entourant le lac abrite de nombreuses espèces animales. On peut mentionner notamment 11 espèces de Primates (gorille, chimpanzé, colobe rouge, colobe guéreza, singes des marais, cercocèbe à joues grises, cercocèbe agile, cercopithèque de Brazza, cercopithèque hocheur, cercopithèque couronné et cercopithèque moustac) et plusieurs Ongulés forestiers (potamochère, céphalophe bleu). La présence de l'éléphant de forêt à proximité du lac est très rare.  

## Mokélé-Mbembé
Le lac Télé est célèbre comme étant le refuge d'un animal mystérieux de grande taille et aux allures de dinosaure : le Mokélé-mbembé. Cet créature est très présente dans la tradition orale locale. Sa présence supposée dans le lac a déclenché de nombreuses expéditions dans les années 80 et 90 essentiellement conduites par des ressortissants américains.